# István Nagy (Politiker)
István Nagy (* 6. Oktober 1967 in Újfehértó) ist ein ungarischer Agraringenieur und Politiker der Fidesz-Partei, der seit 2018 als Landwirtschaftsminister in den Kabinetten Kabinett Orbán IV und Kabinett Orbán V fungiert.

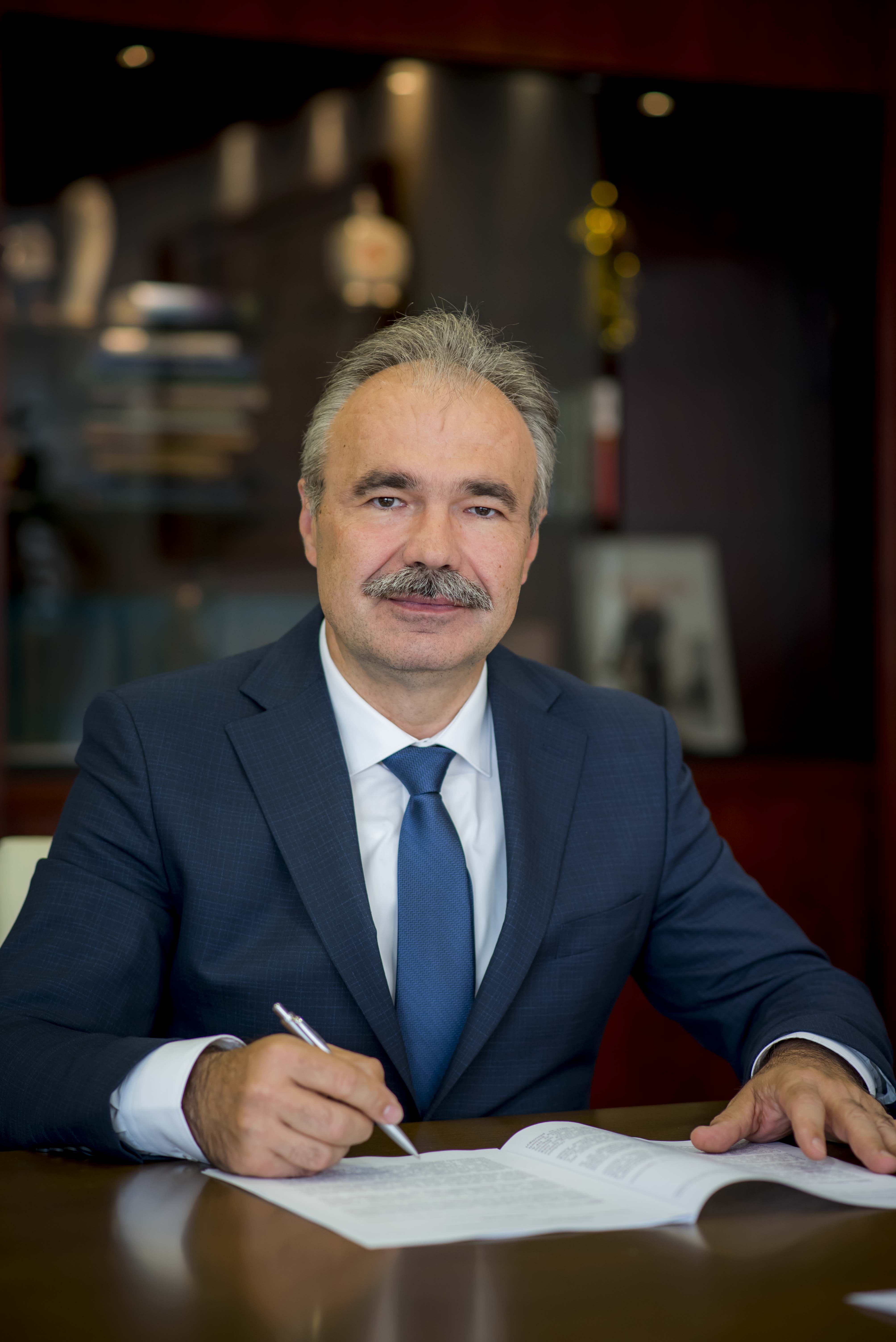
István Nagy (2019)

## Leben

### Ausbildung
Nagy wurde in Újfehértó geboren, wo er seine Kindheit verbrachte und die Grundschule besuchte. Er schloss 1986 sein Sekundarstudium an der János Balásházy-Landwirtschaftsschule in Debrecen ab. Er besuchte die Pannon-Universität für Agrarwissenschaften, Fakultät für Agrarwissenschaften in Mosonmagyaróvár, wo er 1992 einen Abschluss als Agraringenieur erwarb. Er schloss sein Studium an der Fakultät für Naturwissenschaften ab 1996 schloss er sein Studium der Ingenieurwissenschaften an der Technischen Universität Budapest (BME) ab. 2007 erlangte er einen Doktorgrad an der Imre Ujhelyi Doctoral School of Zoology der Universität Westungarn (NYME).
Vom 1. Januar 1993 bis zum 15. August 1994 unterrichtete er Tierhaltung und Fütterung an der Péter-Veres-Landwirtschaftsfachschule. Anschließend trat er dem akademischen Personal der Fakultät für Agrarwissenschaften der Pannonischen Universität für Agrarwissenschaften und nach der Umgestaltung im Jahr 2000 der Universität Westungarn in Mosonmagyaróvár bei. Er unterrichtete Bienenzucht, Kaninchen- und Pelztierhaltung sowie professionelle Methoden.

### Politische Karriere
Nagy war von 2006 bis 2010 stellvertretender Bürgermeister von Mosonmagyaróvár. Seit 2010 ist er Mitglied der Nationalversammlung (MP) für Mosonmagyaróvár (Wahlkreis IV des Komitats Győr-Moson-Sopron, dann V). Bei den Kommunalwahlen 2010 wurde er als Kandidat der Fidesz zum Bürgermeister von Mosonmagyaróvár gewählt. Diese Position hatte er bis Juni 2014 inne, als er am 15. Juni 2014 zum Parlamentarischen Staatssekretär für Landwirtschaft ernannt wurde.
Nagy war vom 14. Mai 2010 bis 5. Mai 2014 Mitglied des Rechnungsprüfungs- und Haushaltsausschusses und vom 23. September 2013 bis 18. Juni 2014 Mitglied des Landwirtschaftsausschusses. Er war außerdem stellvertretender Vorsitzender des letzteren Ausschusses für kurze Zeit zwischen Mai und Juni 2014.
Nach der Parlamentswahl 2018 wurde Nagy zum Landwirtschaftsminister ernannt und ersetzte Sándor Fazekas. In der neuen Regierung 2022 behielt er seinen Posten.

### Privat
Er ist mit Dr. Istvánné Nagy verheiratet. Sie haben zwei gemeinsame Kinder – eine Tochter, Veronika, und einen Sohn, István.